# Église Saint-Pierre-le-Vieux de Strasbourg

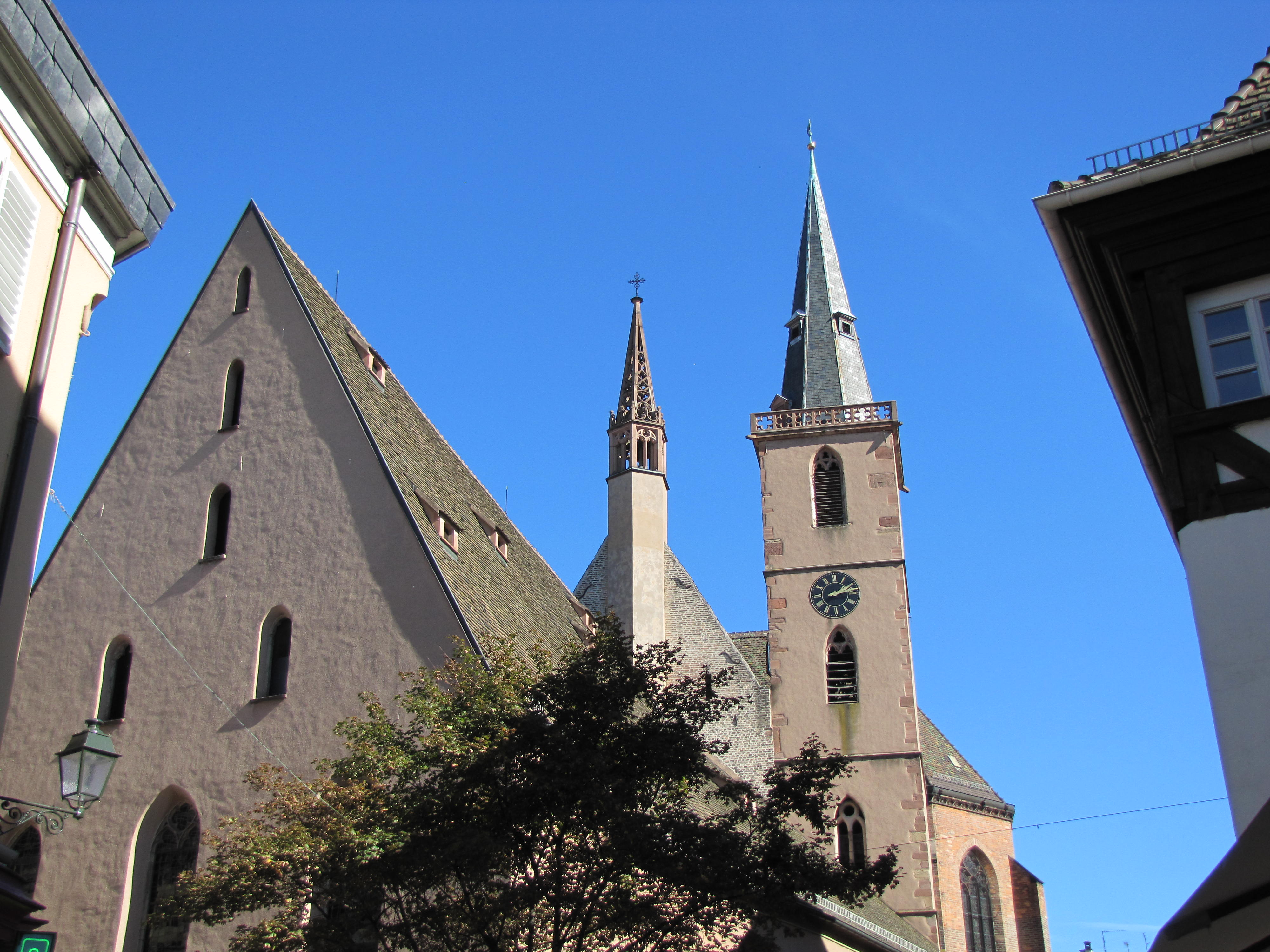
église Saint-Pierre-le-Vieux protestante

Pour les articles homonymes, voir Saint-Pierre-le-Vieux.
L'église Saint-Pierre-le-Vieux est une église ancienne située dans la ville Strasbourg. C'est un simultaneum, une édifice de culte voué conjointement aux confessions protestante et catholique.
Édifiée de 1381 à 1428, l'église passe à la Réforme en 1529. À partir de 1683, elle devient un simultaneum. La nef, plafonnée, est protestante et une partie du choeur, scindé en deux, est réservée aux chanoines catholiques puis à la paroisse catholique recréée à partir de 1867. Autour de 1900, le chœur est démoli pour permettre la construction, perpendiculairement à la nef protestante, de l'église catholique actuelle avec son clocher, tandis que le clocher médiéval est préservé. 
L'édifice fait l'objet d'une inscription au titre des monuments historiques depuis le 18 décembre 1981.

## Histoire
C’est en 1130 qu'il est fait pour la première fois mention publique de son nom. Construite le long de l'une des plus importantes voies romaines de la ville, la Strata Superior, l'église comporte, en effet, certains vestiges datés de l'époque mérovingienne.
La construction gothique dont il subsiste quelques vestiges est édifiée en 1382.
En 1529, l’église passe dans le giron luthérien.
En 1683, deux ans après la conquête de Strasbourg, Louis XIV ordonne la restitution du chœur de l’église aux catholiques, et fait construire un mur au niveau du jubé, pour limiter le culte protestant à la nef. Cette séparation est ouverte par une porte le 12 octobre 2012.

## L'église protestante
Lors de la proclamation de la Réforme à Strasbourg en 1529, la pratique des offices capitulaires est suspendue. L'église Saint-Pierre-le-Vieux de Strasbourg fait l'objet de destructions iconoclastes. Des autels et des représentations hagiographiques sont détruits par le pasteur Thiébaut Schwartz qui recouvre de badigeon les peintures murales.
Entre 1550 et 1560, 
Pendant une dizaine d'années, entre 1550 et 1560, l’église est brièvement restituée au culte catholique suite aux dispositions de l’Intérim imposé par l’empereur Charles Quint. Mais les chanoines de Honau-Rhinau qui y avaient repris leur liturgie l'abandonnent de leur propre volonté en 1560, date à partir de laquelle Saint-Pierre-le-Vieux est entièrement affecté à la tradition luthérienne qui s’impose à Strasbourg. 
Une tribune est réalisée dans l'église entre 1607 et 1616. Le choeur est abandonné par la paroisse protestante. Il n’est réemployé qu’en 1683, un décret de Louis XIV l'affectant aux catholiques. Les chanoines récupèrent l’abside fermée par une grille, tandis que la nef demeure acquise à la paroisse protestante.
En 1709, un orgue est bâti par André et Gottfried Silbermann, et en 1727, la tribune de l'église protestante est décorée de tableaux représentants des scènes bibliques.
Durant la Terreur, entre 1793 et 1795, l'église paroissiale protestante, tout comme la catholique, est fermée au culte et sert de dépôts de viandes pour les troupes, favorisant ainsi la dégradation de l’édifice.
L'église protestante du Temple-Neuf est détruite dans la nuit du 24 au 25 août 1870 par le bombardement allemand sur Strasbourg au cours de la guerre franco-allemande. De 1870 à 1877, les fidèles viennent célèbrent le culte à la paroisse de Saint-Pierre-le-Vieux à laquelle ils offrent une chaire et un autel de facture néo-gothique.
En 1898, un nouvel orgue est réalisé par le facteur allemand Eberhard Friedrich Walcker.
Depuis 2012, l’église protestante Saint-Pierre-le-Vieux n’organise plus de culte. Les paroissiens se rendent dans les paroisses proches de Sainte-Aurélie ou de Saint-Thomas.
À partir de 2018, elle accueille un projet expérimental appelé NooToos et porté par une réflexion entre l’Union des Églises protestantes d’Alsace et de Lorraine (UEPAL) et le conseil presbytéral de la paroisse protestante depuis 2016.
L’intérieur de l’édifice est transformé en 2018. L’autel est déplacé sur le côté mais plus aucun culte de la communauté ne s'y tient. La nef est divisée en deux espaces par une baie vitrée, les bancs de l'église en bois massif sont remplacés par des transats et des poufs, un espace de convivialité, une cuisine, des salles de réunion et des espaces de coworking sont créés. Le lieu qui se veut libre et atypique, permet de venir faire la sieste, méditer, prier ou d'y produire des événements culturels, solidaires ou spirituels grâce à un groupe de porteurs de projet.

## L'église catholique
Deux siècles plus tard, l'augmentation du nombre des fidèles oblige les autorités religieuses à envisager l'extension de l'église catholique. C'est l'architecte Conrath qui prend ce chantier en main en 1867. Le nouvel édifice est construit perpendiculairement à la première église.
Selon une tradition orale locale, une partie des reliques entreposées à la sacristie sont celle de Sainte Brigide.

### Décoration
L'église possède un certain nombre d'objets classés :
- Scènes de la vie de St-Pierre, quatre panneaux gravés[6] sur bois de tilleul par Veit Wagner et provenant du retable du chœur du XVe siècle.
- Un ensemble de peinture sur la Passion du Christ[7], par Henri Lutzelmann qui se trouvent dans le chœur.
- Un chemin de croix.
- Quatre tableaux de la scène de la vie du Christ après la résurrection[8].

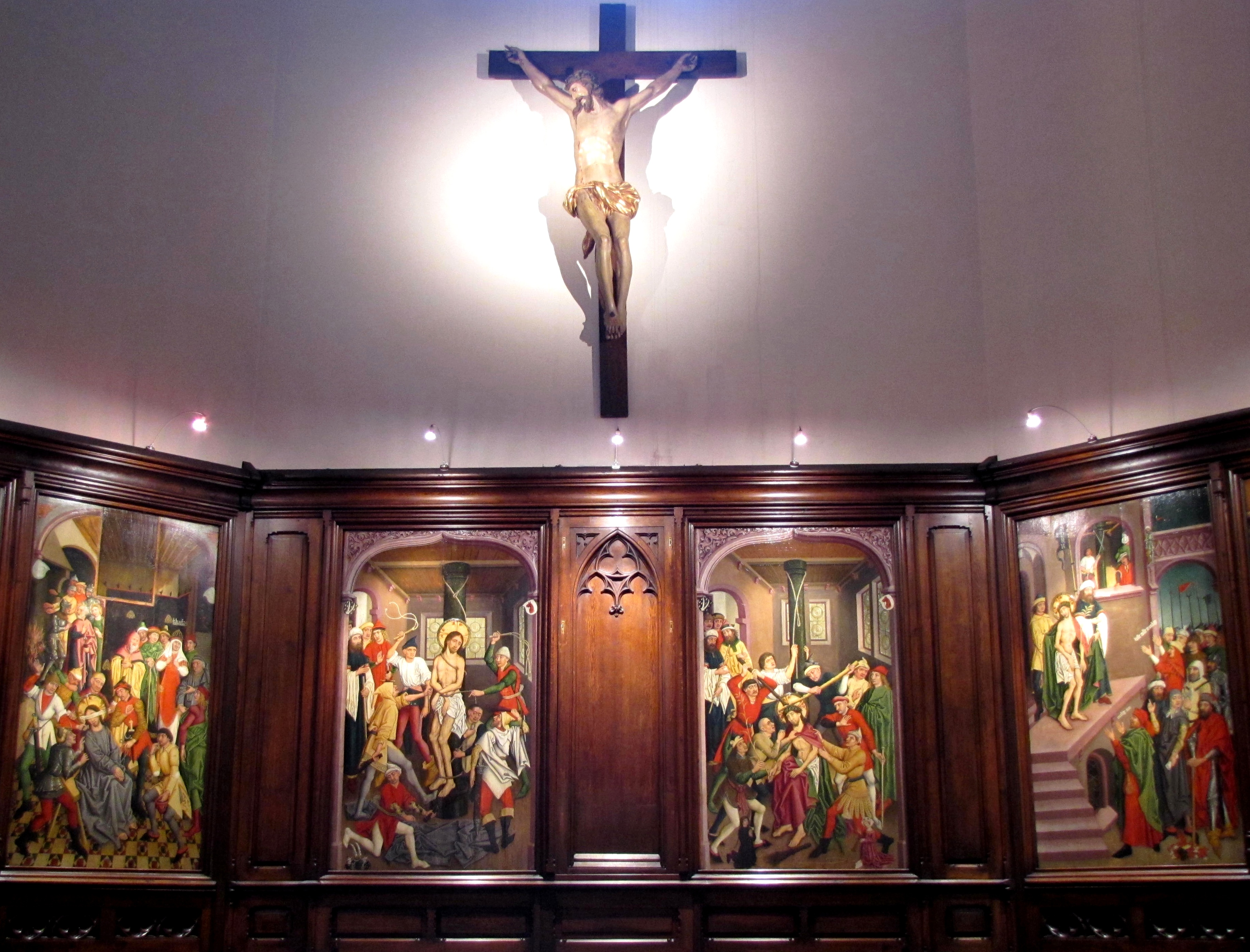
Passion du Christ.
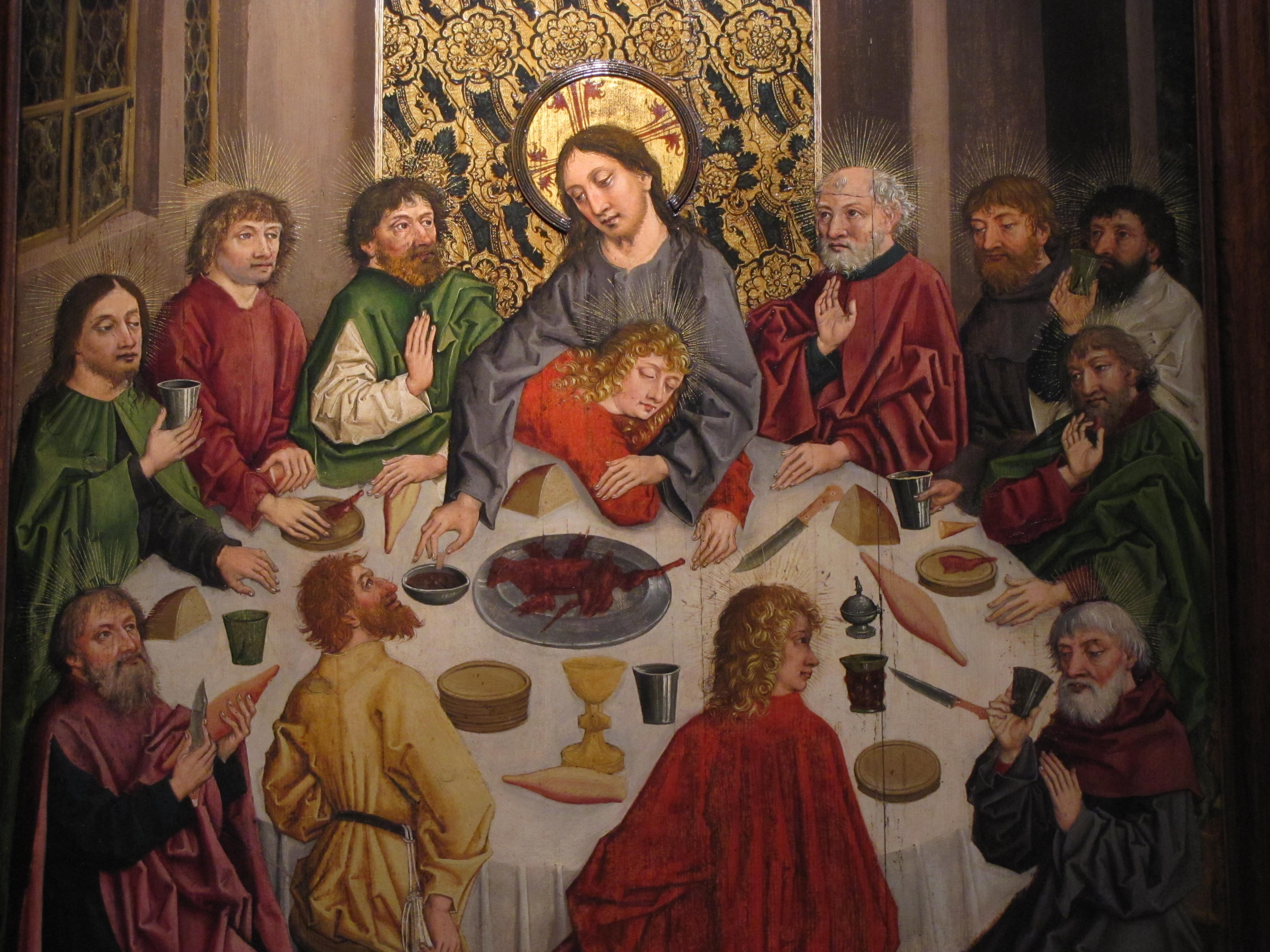
Passion du Christ.
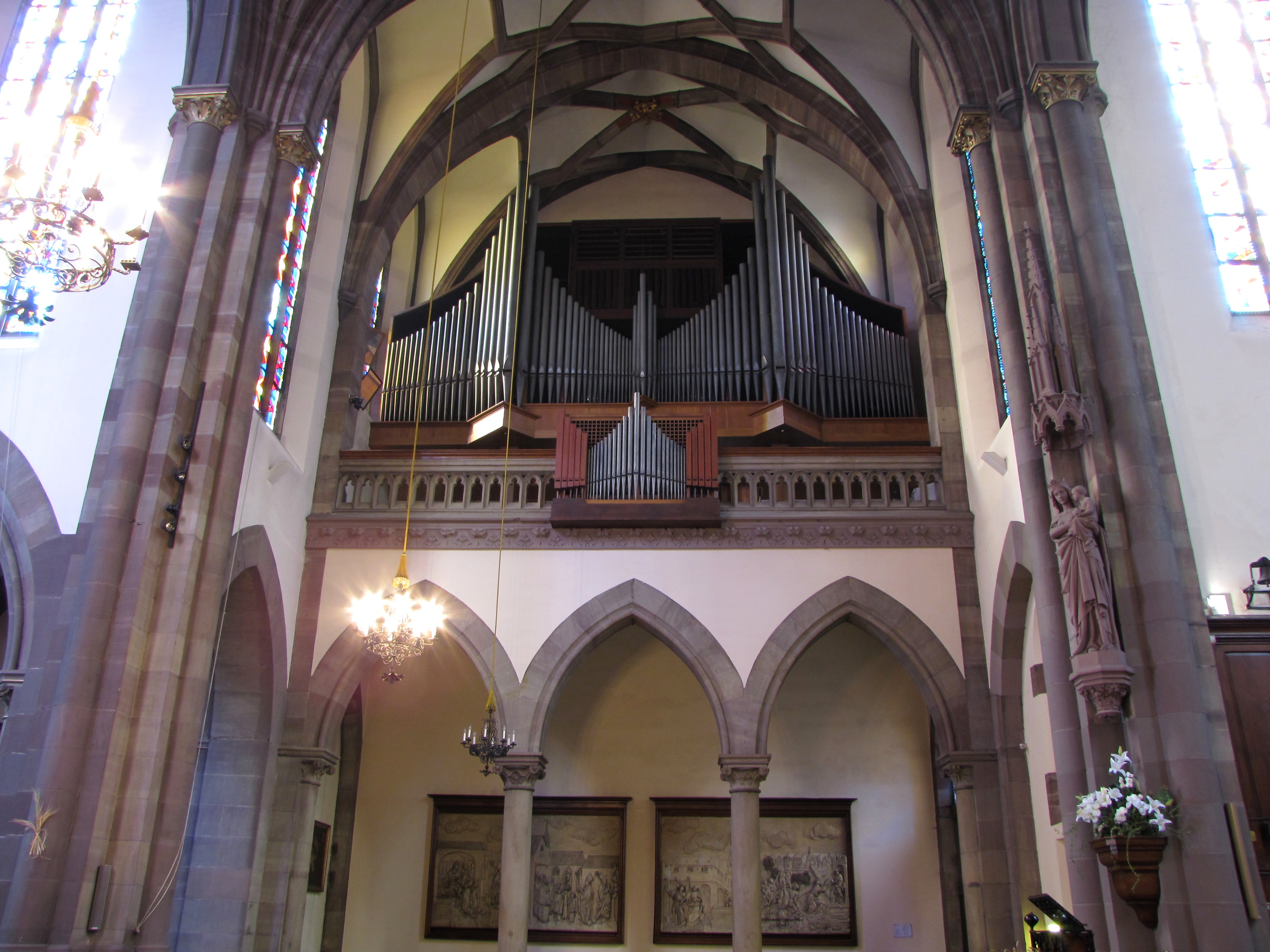
L'orgue et le quadriptyque de la vie de st-Pierre.
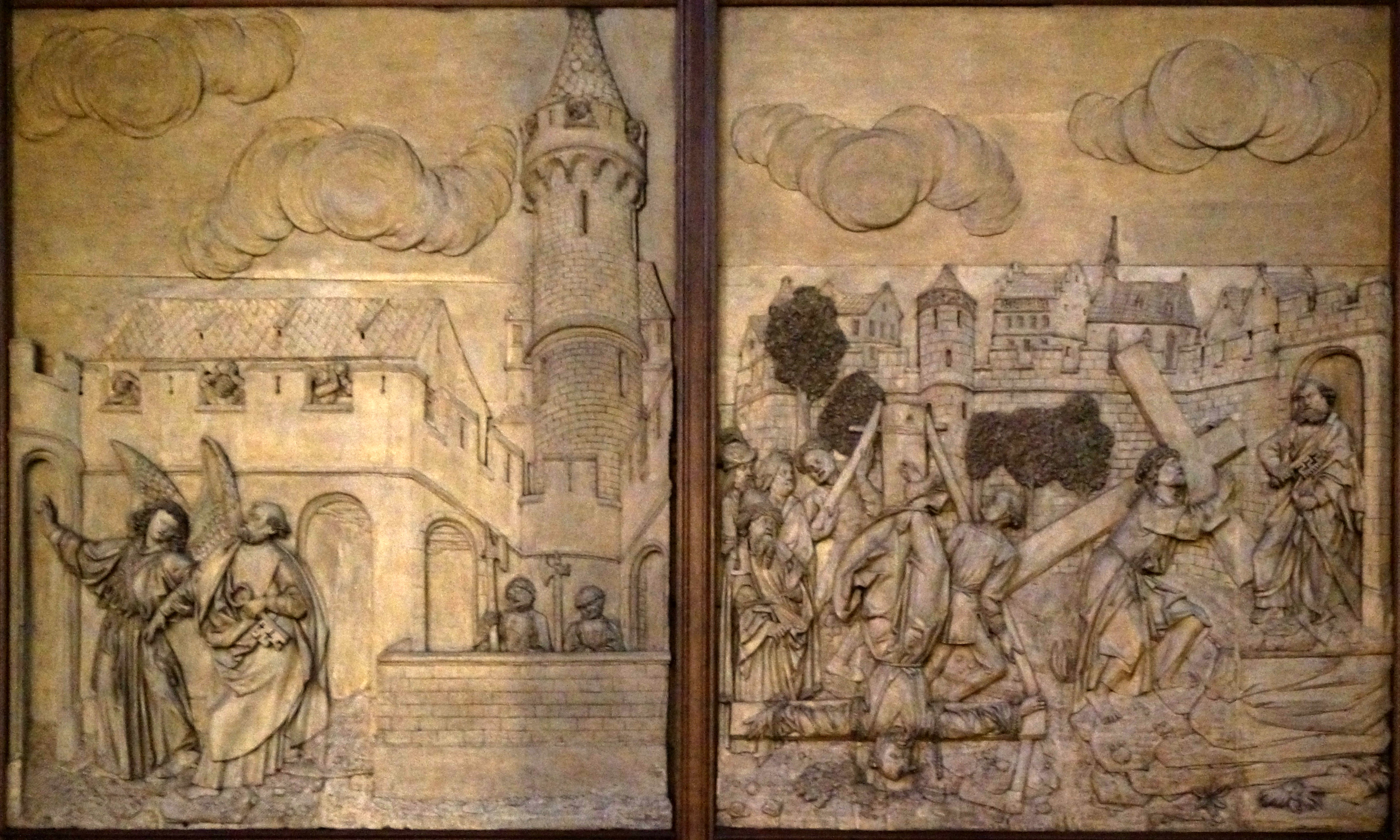
Cycle de la Vie de st-Pierre.
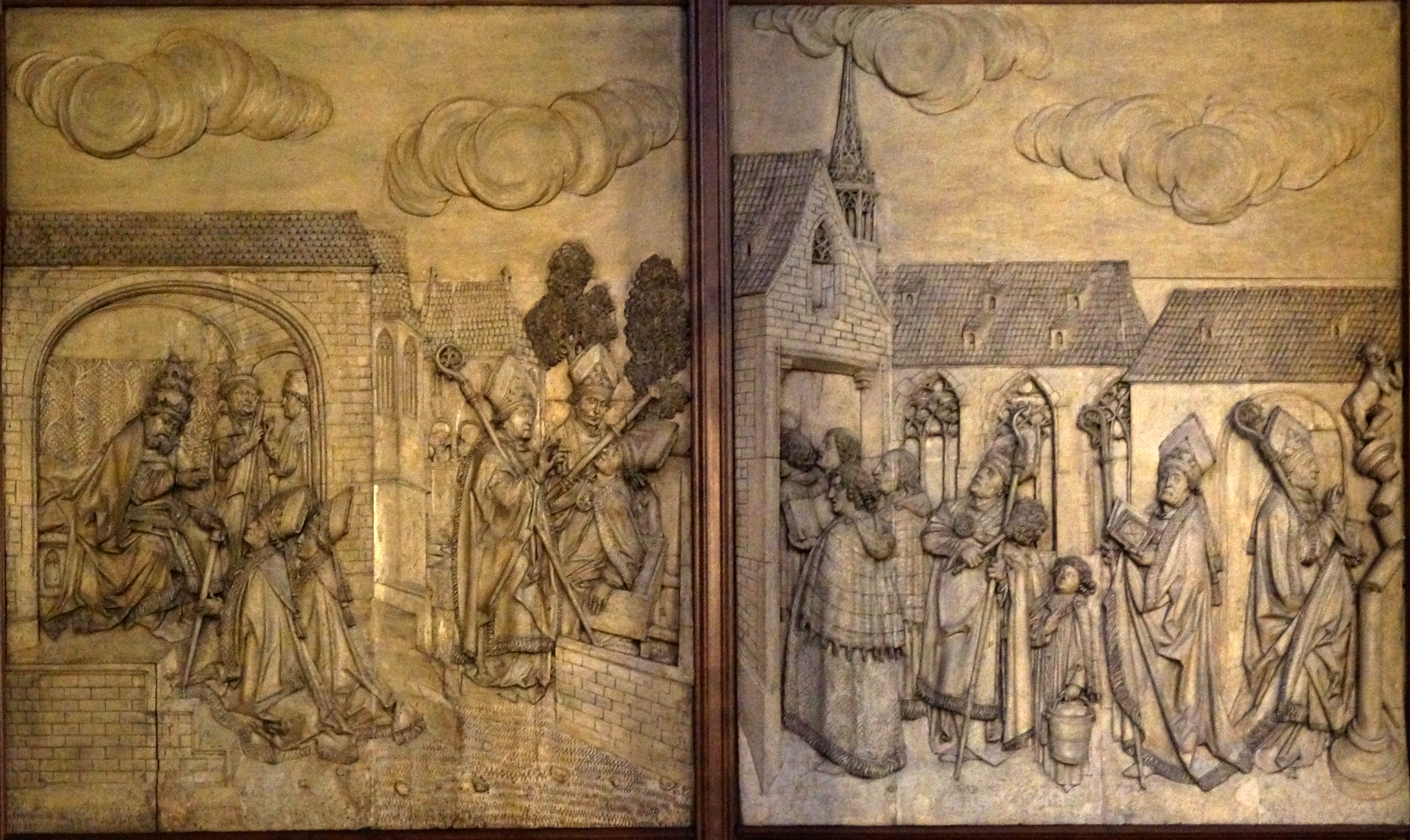
Cycle de la Vie de st-Pierre.

## Emplacement
L'église Saint-Pierre-le-Vieux est située à Strasbourg dans le département français du Bas-Rhin en région Grand Est.
Elle se situe place Saint-Pierre-le-Vieux, au bout de la rue du 22-Novembre et de la Grand'rue dans le centre historique de la ville.
La partie de l'église côté rue du 22-Novembre est affectée au culte catholique tandis que la partie donnant sur la Grand'rue est affectée à l'église protestante.